# Brighton Queen (1905)
Le Brighton Queen était un bateau à roues à aubes de la compagnie maritime britannique P & A Campbell (en) qui a été coulé par la Luftwaffe le 1er juin 1940 devant Dunkerque lors de l'Opération Dynamo.
Son épave est toujours visible par 13 mètres de fond sur le banc de sable Dyck.

## Histoire
Ce steamer à roue à aubes nommé Gwalia à son lancement a été construit en 1904, avec son sister-ship Devonia au chantier naval John Brown & Company à Clydebank au Royaume-Uni pour la compagnie Barry Railway Company de Cardiff devenu ensuite Barry & Bristol Channel Steamship Company.
Le 7 mai 1910, il est vendu à la Furness Railway Company à Barrow-in-Furness. Il est renommé Lady Moyra en 1912.
Réquisitionné en 1914 par la Royal Navy il sert de dragueur de mines durant la Première Guerre mondiale. À la fin de la guerre il est vendu à la compagnie W.H. Tuckers pour retravailler dans le canal de Bristol.
Après trois saisons la compagnie fait faillite, et il est racheté en 1922 par la compagnie P & A Campbell Ltd. Il est renommé Brighton Queen en 1933, rejoignant le port de Bristol.
Réquisitionné de nouveau en 1939 au début de la Seconde Guerre mondiale il est armé en dragueur de mines auxiliaire et participe à la Bataille de Dunkerque. Essuyant une attaque aérienne de la Luftwaffe proche du banc de sable Dyck il coule le 1er juin 1940.